# اورسلبن
اورسلبن (به آلمانی: Uhrsleben) یک منطقهٔ مسکونی در آلمان است که در رکسلبن (بورده) واقع شده‌است. اورسلبن ۴۷۶ نفر جمعیت دارد.